# Лізінг (річка)
Лізінг (нім. Liesing) — річка в Австрії, притока Швехату. Протікає територією федеральної землі Нижня Австрія і районом Швехат.

## Географія
Річка бере початок у передгір'ях Віденського лісу та протікає через декілька муніципалітетів, зокрема Швехат. Її довжина становить приблизно 30 км, а басейн охоплює площу приблизно 117,4 км².
Лізінг впадає в річку Швехат, яка, своєю чергою, є притокою Дунаю.

## Походження назви
Назва річки походить зі слов'янського «Lesnica» або «Lesnička», що означає «лісовий струмок». Існує також версія, опублікована у 1936 році, що назва походить від середньоверхньонімецького «lise» або староверхньонімецького «liso», що означає «тихо плинучий струмок». За цією версією, слово «Лізінгбах» мало б позначати струмок із тихою течією, а назва району Лізінг могла б походити саме від цього слова. Однак, ця гіпотеза не враховує історії заселення регіону і в подальших публікаціях не з'являється.

## Історія
Річка відігравала важливу роль у розвитку регіону, забезпечуючи водні ресурси для сільського господарства та промисловості. Її береги часто використовувалися для рекреаційних потреб.

## Екологія
Лізінг є частиною природоохоронних територій, і вздовж її берегів можна знайти численні види флори та фауни. Протягом останніх десятиліть проводилися заходи для покращення якості води та відновлення природного середовища.